# Falera (ornamento)

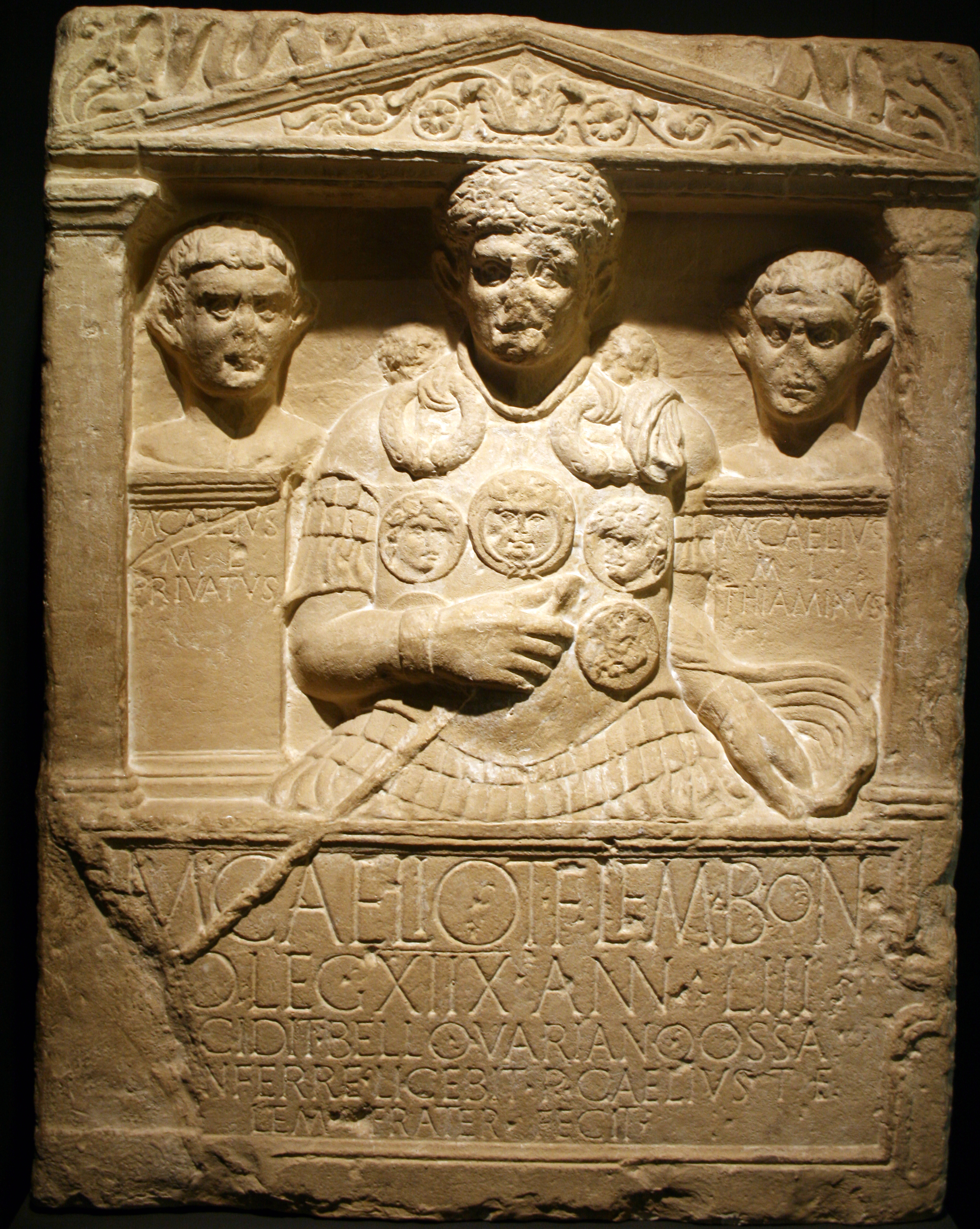
Stele funebre del centurione Marco Celio, pluridecorato primipilo, morto nella selva di Teutoburgo assieme alla XVIII legione. Il centurione è raffigurato con le sue decorazioni: la corona civica, due torques e cinque phalerae.

La fàlera era in origine un disco laterale dell'elmo cui si fissavano gli allacci. Il termine falera designa per esteso un disco in metallo che serviva come semplice elemento 
decorativo, atto a ornare sia le corazze degli uomini sia la bardatura dei cavalli, oppure come decorazione al valor militare, in varie epoche e presso diverse popolazioni (celtiche, etrusche e romane).
La falera era spesso costituita da un rialzo centrale (umbone). Limitatamente al caso dei ritrovamenti di falere che provengono dal comune di Manerbio in provincia di Brescia, queste sono riconducibili alla tribù celtica dei Cenomani. Sul calderone di Gundestrup, datato al II secolo a.C., si possono notare cavalli ornati con falere.

## Storia
Le falere inizialmente erano utilizzate dagli Etruschi e furono poi introdotte a Roma dal quinto re, Tarquinio Prisco. Al tempo di Polibio, in età repubblicana, le decorazioni erano concesse al cavaliere che aveva riportate le spoglie di un nemico, mentre in età imperiale, alla truppa, ovvero legionari e ausiliari (falerati) che si erano distinti in battaglia. Erano concesse anche collettivamente ad ali e coorti. Sui monumenti romani appaiono di solito nel numero di nove, unità geometricamente uniforme. In dosso ai soldati erano disposte su tre linee, legate con corregge ortogonali a formare un pettorale, indossato poi sulla corazza, in modo da essere agganciate. Le falere potevano essere anche sfoggiate sulle insegne (vexilla e signa) dei reparti militari.

## Mitologia
Nel nono libro dell'Eneide si ricordano le falere esibite da Ramnete.

## Galleria d'immagini

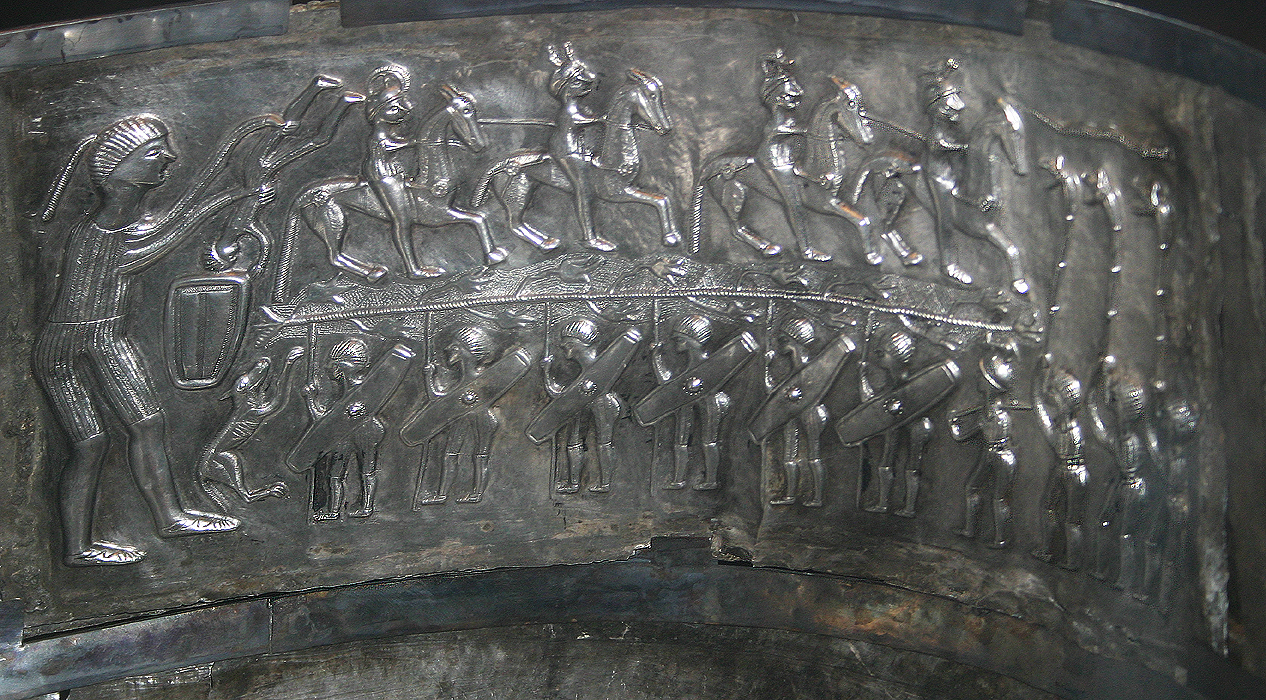
Cavalli ornati con falere su una placca del calderone di Gundestrup
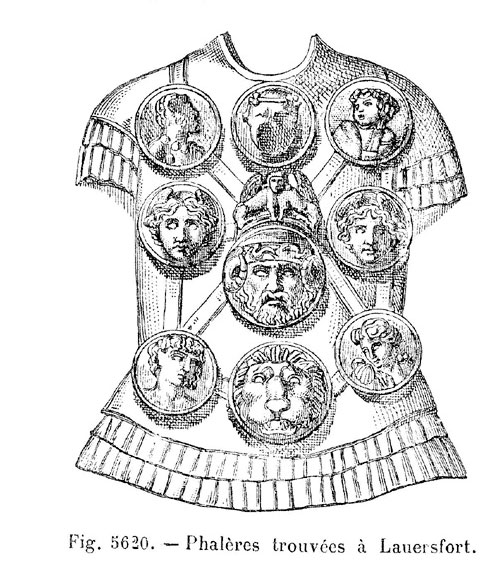
Phalerae romane applicate attraverso un pettorale al linothorax di un centurione
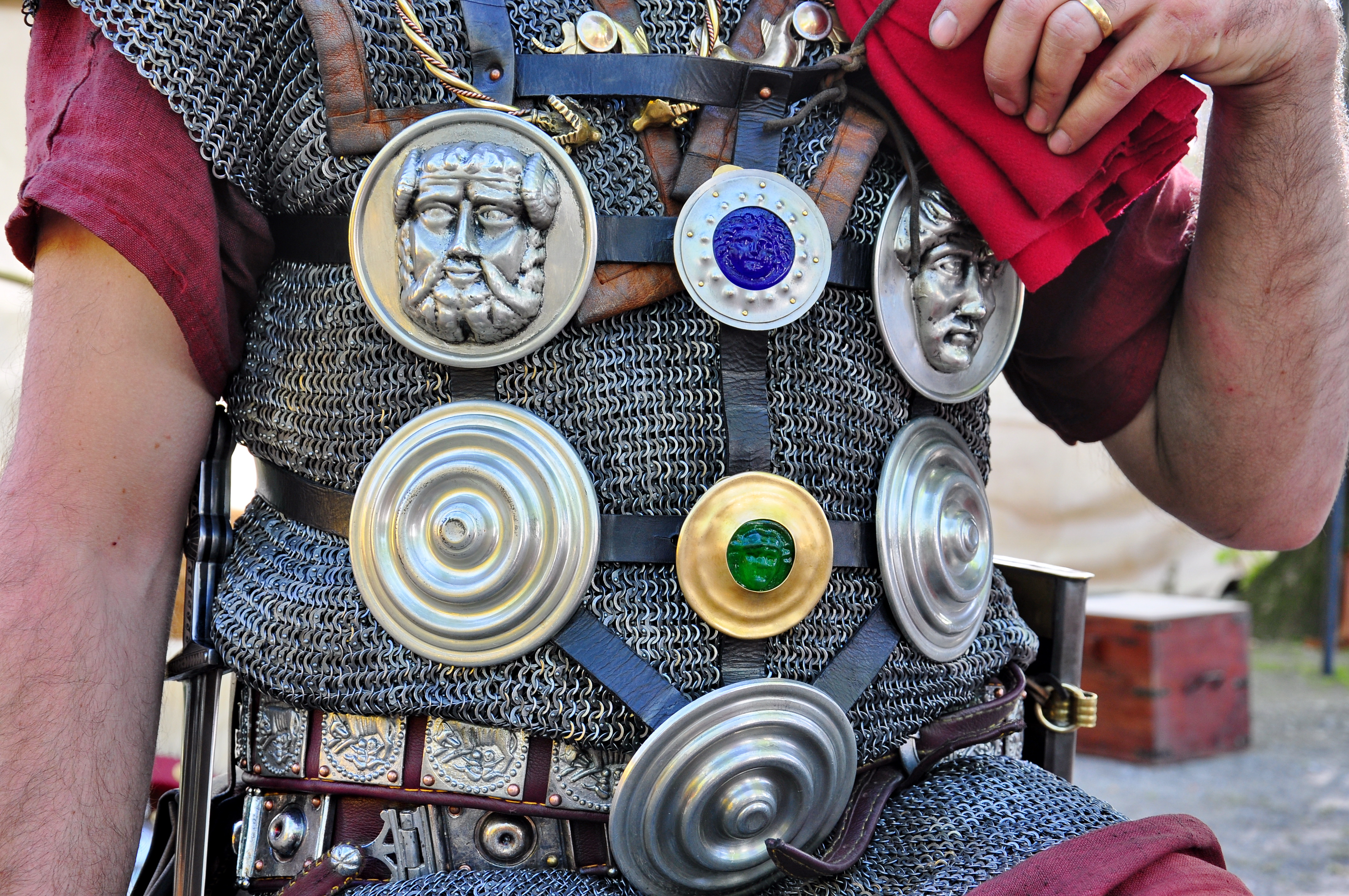
Ricostruzione di un centurione romano del II secolo della legio XXI Rapax; si notano le tipiche phalerae, assieme ad altre tipologie di dona, appese alla lorica tramite fettucce e fibbie che servivano a unire e agganciare le cinghie di supporto delle decorazioni.